# Amulung
Amulung é um município de  segunda classe de renda municipal (d) na província Cagayan, nas Filipinas. De acordo com o censo de 1 de maio  de  2020 possui uma população de 50 336 pessoas e 11 891 domicílios.